# Визуелно-спацијална матрица
Визуелно-спацијална матрица (енгл. visuospatial sketchpad, или скраћено ВСМ) је компонента модела радне меморије који су 1974. предложили британски когнитивни психолози Алан Д. Бедли (1934–) и Грејам Ј. Хич (1946–).
ВСМ је компонента која накратко држи и манипулише информацијама о изгледу објеката и њиховој локацији у простору. Задужена је за задржавање и обнављање сликовног (визуелног) материјала. Иако није толико истражена као фонолошка петља, идеја о визуелно-спацијалној матрици и концептуализација домена као вишедимензионалне структуре све је више подржана неуропсихолошким доказима поред експерименталних налаза.
Остале компоненте модела радне меморије Бедлија и Хича чине централни извршилац, фонолошка петља и касније уведен епизодички бафер.

## Истраживања
Френсис Голтон, британски полиматичар из 19. века, проучавао је еидетичку меморију, тражећи од својих испитаника да визуелно замишљају објекте. Закључио је да постоји велика варијабилност у могућности стварања визуелних представа, где су неки испитаници пријављивали да могу вивидно да створе објекте и сцену која се од њих тражи, као да је имају испред себе, док су неки говорили да уопште не могу да замисле било шта. Како је психологијом почео да доминира бихејвиоризам, тако је и овај метод проучавања менталних слика и представљања изгубио на значају због своје недоступности објективном посматрању.

### Дебата о аналогном и пропозиционалном процесу
Велика дебата о менталним представама заснивала се на питању да ли процес на коме оно почива аналогног или пропозиционалног типа. Истраживачи попут Кослина, Мецлера и Шепарда заговарали су аналогни тип, говорећи да њихова истраживања иду у прилог овој теорији. Једно од таквих било је истраживање Шепарда и Мецлера (1971) о менталној ротацији тродимензионалних објеката. У овом експерименту је сваком од осам одраслих испитаника представљено 1600 парова цртежа дводимензионалних објеката. За сваки пар је затражено да повуче руком десну полугу чим утврди да ли два приказана цртежа приказују објекте који су конгруентни у односу на тродимензионални облик, или да повуче леву полугу уколико су приказивали предмете различитих тродимензионалних облика. У половини парова („истих“ парова) два објекта би се могла ротирати у конгруентност један са другим, а у другој половини („различити“ парови) два објекта су се разликовала по рефлексији ротацији и нису се могла ротирати како би изгледали подударно. Две фигуре су се могле налазити у фронталној или сагиталној равни. Резултати показују да су функције линеарне, односно да је више времена било потребно за одговор када би степен ротације приказаних објеката био већи, када су у питању обе равни, с тим да постоји мала разлика. Шепард и Мецлер о резултатима говоре као о "некој врсти менталне ротације у тродимензионалном простору". Затим је уследила серија истраживања, из које је Шепард извукао закључак да се визуелно представљање заснива на аналогном процесу, што значи да се дешава константна манипулација визуелном представом.
Са друге стране, канадски психолог Зенон Пајлишин, сматрао је да се визуелна представа дешава у квалитативним скоковима и да почива на пропозиционалном процесу. Као критике Шепардовог и Мецлеровог закључка, навео је да "нема потешкоћа у спајању неког артикулисаног или пропозиционог модела који би произвео исте резултате времена реакције" и да "једноставно позивање на „аналогни репрезентативни медиј“ мало објашњава основни когнитивни процес". Он је установио да комплексност приказаних фигура има утицаја на брзину ротације, и то у случају када испитаник мора да процени да ли једна од три ротиране фигуре садржи у себи део комплексне фигуре-мете. Уместо да доноси једноставнији суд о томе да ли су фигуре идентичне не, овде се тражи комплекснији одговор. Субјектима је наложено да ротирају референтну фигуру која се појављује на левој страни док се не поклопи са оријентационом основном линијом фигуре са десне стране, а затим да покажу да ли је фигура права подфигура резултирајуће суперпониране слике. Пајлишин је тврдио да његови резултати иду у прилог пропозиционалном објашњењу природе визуелног представљања.

### Претраживање на менталном плану
У Теетету, Платон је упоредио менталне представе (репрезентације) с импресијама на воштаној плочици, и тако можда постао први теоретичар који је направио разлику између представа (различитих могућих утисака) и медијума у коме се појављују (воштана плоча). Разлика између менталне репрезентације и медијума показала се важном у проучавању визуелног менталног представљања.
Кослин и сарадници извршили су серију истраживања о менталним представама. У једној од њих, приказивао је цртеж бродића. Приметили су да када испитаници треба да се присете нечега са предње стране брода, а затим са задње, треба им више времена, него у ситуацији када се питање односи да се присете нечега са предње стране, а затим у средини. Научници су ово протумачили као да испитаници физички претражују менталну слику, с тим да што је већа физичка разлика између два места, то је више времена потребно за одговор.
Многи каснији радови показали су да се овај ефекат јавља и приликом претраживања географских менталних репрезентација, као и фиктивних. С уметањем препрека између два места, време претраге се повећавало. Што су два места више удаљена једна од других, то је испитаницима потребно више времена да донесу суд о раздаљини. У једном истраживању се испоставило да испитаници процењују веће растојање између два места у граду него у предграђима. Могуће објашњење за такав ефекат лежи у томе да се у градовима налази више познатих локација. Торндајк је установио да постоји слабији ефекат када испитаници читају са мапе и када то раде по сећању, што потенцијално указује на сличност између опажања и визуелног представљања.

### Представљање и виђење
Може се поставити питање да ли је визуелно представљање исто као и виђење? Пајлишин тврди да се ефекти које су добили Кослин и сарадници могу објаснити преко тацитног знања, а не као прилог аналогном процесу. Он наставља да испитаници инструкције истраживача примају као сугестије за производњу унутрашњег виђења и да преко искуства са виђењем, Кослин и сарадници добијају и главне карактеристике визуелног искуства.
Психолошкиње Интонс-Петерсон и Роскос-Еволдсен тражиле су од испитаника да замисле како прелазе један исти познати пут, само у једном случају да замисле како носе балон, а у другом ђуле. Показало се да је испитаницима потребно више времена да се замисле са ђулетом, нечим што није обично део искуства. Интонс-Петерсон је и раније показала да је могуће да испитаници инструкције примају као сугестије.

## Ментално представљање и радна меморија

### Бруксов задатак
Шеперд и Кослин користили су се психофизичким техникама које су створене ради изучавања перцепције, па су тако добили и резултате аналогне онима који се добијају применом ових техника на визуелне стимулусе. Ли Брукс, канадски психолог, употребио је технику двојних задатака (иначе веома коришћену за проучавање радне меморије и пажње) како би истражио процесе у основи визуелног представљања. Главни циљ студије био је да се истражи да ли бављење лингвистичким задацима, као што је читање, може потиснути или ометати способност генерисања и одржавања визуелних слика.
Бруксов задатак је заснован на краткотрајној меморији, а испитаник се наводи да материјал кодује или вербално или визуелним представама. У матрицу квадрата 4х4, једно од поља означено је као почетно. Испитаников задатак је да понови низове реченица попут "у суседно поље десно стави 2", "у суседно поље испод стави 3" итд... Ове инструкције су дате или аудитивним или визуелним путем. Инструкције су изложене као просторне (лево-десно, горе-доле) или замењене бесмисленим (добар-лош, брз-спор). Испитаници су се боље присећали просторних инструкција него бесмислених и више им је за такво присећање одговарао аудитивни приказ. Са друге стране, за вербални задатак (са бесмисленим инструкцијама) више је одговарало визуелно приказивање. Брукс закључује да експерименти које је извео показују да се читање такмичи са спацијалним представљањем. Чинило се да је ангажовање у задацима читања „пригушило“ активацију или одржавање визуелних слика, што указује на одређивање приоритета или механизам расподеле ресурса у когнитивној обради.
Бедли је искористио Бруксов задатак и од испитаника тражио да изводе спацијални и вербални задатак посебно, али у комбинацији са праћењем ротације. Праћење је омело спацијални, али не и вербални задатак, као што се и очекивало. Даља истраживања о овој теми показала су да и неки други конкурентни (ометајући) спацијални задаци имају ефекат на супресију визуелног предстаљања.
Постоје и многобројна истраживања о томе како визуелно представљање не зависи нужно од периферијског визуелног кодовања. Једно од тих истраживања је студија Карпентер и Ајзенберга, који су пронашли тактилни еквивалент експеримента Шепарда и Мецлера о менталној ротацији. Слепи испитаници се служе мнемотехникама које су засноване на визуелном представљању, а и поједини ефекти визуелне претраге, какве су открили Кослин и сарадници, се јављају и код њих.

### Повезаност вербалног учења и визуелног представљања
У овој области, најпрепознатљивији научник је Алан Паивио. Бедли приписује враћање популарности овој области управо овом научнику, који се користио лабораторијским техникама како би проучавао вербално учење. У једном истраживању, указао је на то да је један од најбољих предиктора лакоће са којом ће реч бити запамћена заправо степен у ком она побуђује визуелну представу. Многобројна истраживања касније указала су на ефекте менталних слика на учење.
Паивио се залагао за теорију двојаког кодовања. Сматрао је да се речи могу кодовати и визуелно и вербално, тако да се у случају двоструког кодовања долази до лакшег присећања. У случају да постоји овакво двоструко кодовање, Бедли закључује да је могуће да спацијални задатак (конкурентно праћење ротације), може смањити ефекте представљености. Коришћењем конкретних (замисливих) и апстрактних речи, упарених са ометајућим задатком ротације, Бедли и сарадници су предвиђали да, уколико постоји ВСМ, праћење мора поништити предност лако замисливих речи. Резултати су указали да ометајући задатак није јаче омео предност замисливих у односу на апстрактне ставке. Аутори су закључили да ефекат представљености не зависи од формирања визуелно-спацијалне репрезентације у систему и да више показују на то да су замисливе ставке лакше за памћење због тога што су богатије репрезентоване у систему семантичке дугорочне меморије.
Роберт Логи је извео неколико експеримената како би показао да је ефекат ометања визуелног представљања исти као и ефекат ирелевантног говора на вербално памћење. Користио је двојне задатке; потребно је научити листу речи (користећи се визуелним представљањем или стратегијом вербалног понављања), а у исто време испитаници морају да гледају у екран и да игноришу садржај на њему (појављују се разне "крпице"). Управо ове крпице које служе као дистрактори су узроковале значајан пад учинка у ситуацији када је примењивано представљање, а на вербално учење нису имале ефекта (чак се ефекат и побољшао). У последњем експерименту у серији, Логи је изабрао да уместо крпица користи цртеже, а поред тога су аудитивно изложени и називи цртежа. Испитаници морају да игноришу и цртеже и називе при учењу речи. Испоставило се да је на вербално учење напамет јаче утицао ирелевантни говор.

## Неуропсихолошки налази
Неуропсихолошке студије указују да постоји активност окципиталног режња, као и постериорне инфериорне темпоралне зоне и постериорне супериорне паријеталне зоне мозга. Истраживања су показала да се дешава интензиван проток крви у овим зонама мозга током обраде визуелне информације.
Оштећења потиљачног режња потенцијално доводе до слепила за боје, а ови пацијенти обично губе и способност формирања представа у боји. Након Првог светског рата, Холмс је описивао рањене војнике који су имали проблем са визуелном перцепцијом. Један од пацијената би добро идентификовао објекат, али би онда потегао ка њему у погрешном правцу. Обрнут случај описују Хамфрис и Ридок, где је пацијент био у стању да лоцира и прекопира слику објекта, али није могао да га препозна.